# Amoebozoa
Amoebozoa – takson eukariontów o statusie supergrupy. Należący do niesklasyfikowanego taksonu Unikonta, który w systematyce Adla z 2012 roku został zastąpiony kladem Amorphea.
Po zmianach mających miejsce w końcu 2011 roku supergrupa Amoebozoa dzieli się na następujące podtypy:
- Conosa
- Lobosa
- Breviatea (według innych ujęć wchodzą w skład Obazoa, taksonu siostrzanego wobec Amoebozoa[5].

Według systematyki opracowanej w 2012 roku przez Adla i innych w ramach Committee on Systematics and Evolution of The International Society of Protistologists supergrupę Amoebozoa dzielimy na następujące klady: 
- Tubulinea Smirnov i inni, 2005
- Discosea Cavalier-Smith i inni, 2004
- Archamoebae Cavalier-Smith, 1983
- Gracilipodida Lahr i inni, 2011
- Multicilia Cienkowsky, 1881
- Protosteliida Olive i Stoianovitch, 1966,
- Cavosteliida Shadwick i Spiegel w Adl i inni, 2012
- Protosporangiida Shadwick i Spiegel w Adl i inni, 2012
- Fractovitelliida Lahr i inni, 2011
- Schizoplasmodiida L. Shadwick i Spiegel w Adl i inni, 2012
- Myxogastria Macbride, 1899
- Dictyostelia Lister, 1909
- Niepewne rodzaje należące do Amoebozoa[3]:
  - Gibbodiscus
  - Hartmannia
  - Janickia
  - Malamoeba
  - Malpigamoeba
  - Pseudothecamoeba
  - Stereomyxa
  - Thecochaos

oraz gatunki o niepewnej przynależności:
- -     - Echinosteliopsis oligospora Reinhardt i Olive, 1966
    - Microglomus paxillus Olive i Stoianovitch, 1977

## Historia taksonu
Takson utworzony w 1913 roku przez Lühe, przywrócony przez Cavalier-Smitha w 1998 roku. Takson ten występował w różnej randze w zależności od systemu klasyfikacyjnego. Obejmujący niektóre z protistów o amebowatym kształcie. W nowoczesnych klasyfikacjach, po przedefiniowaniu przez Thomasa Cavaliera-Smitha, obejmuje oprócz jednokomórkowych ameb z dawniej wyróżnianej grupy korzenionóżek również grzybopodobne śluzowce, przy czym zarówno część dawnych korzenionóżek, jak i śluzowców, włączane są do innych taksonów.

### System Cavalier-Smitha
Takson ten pierwotnie nazwany przez Lühe w 1913 roku został przywrócony w 1998 roku przez Cavalier-Smitha w randze typu, należącego do podkrólestwa Sarcomastigota w królestwie Protozoa.
W 2009 roku supergrupa Amoebozoa dzieliła się na:
- Conosa
- Lobosa
- Protamoebae

### System Adla i innych
W systemie Adla i in. z 2005 roku takson ten ma najwyższą rangę (po jądrowcach), będąc supergrupą, czyli taksonem zbliżonym do tradycyjnie wyróżnianego królestwa, mimo że system ten stosuje klady zamiast standardowych jednostek systematycznych wysokiego rzędu.
Do 2012 roku w  systemie Adla i in. supergrupa Amoebozoa dzieliła się na następujące klady (obejmując ponadto klady o niepewnej pozycji (incertae sedis)):
- Tubulinea
- Flabellinea
- Stereomyxida
- Acanthamoebidae
- Entamoebida
- Mastigamoebidae
- Eumycetozoa (śluzowce)